# Institut d'études bouddhiques
Pour les articles homonymes, voir IEB.
L'Institut d'études bouddhiques, anciennement Université bouddhique européenne, est un centre francophone d'étude et d'enseignement sur le bouddhisme. De 1997 à 2002, elle s'est également appelée « Dharma Orient-Occident, Traditions, Sciences et Cultures ».

## Histoire
L'IEB (ex-UBE) a été créé en 1996, avec le parrainage de l'UNESCO, dans le cadre du programme « Étude Intégrale des Routes de la Soie : Routes de Dialogue ». 
Administré par des universitaires, spécialistes francophones du bouddhisme, Dominique Trotignon en est le directeur général et Philippe Cornu, le président.
L'association a compté (ou compte encore) parmi ses administrateurs : Guy Bellocq (docteur en histoire de l'art), Françoise Bonardel (administratrice honoraire, agrégée de philosophie, docteur d'État et professeur de philosophie des religions à l'université Paris-Sorbonne), Philippe Cornu, Catherine Despeux (administratrice honoraire, sinologue, chercheur au CNRS, professeur honoraire de l'INALCO en langue et philosophie chinoises), Jérôme Ducor (privat-docent de l'université de Lausanne, chef du département Asie du musée d'ethnographie de Genève, responsable du temple Shingyō-ji de Genève — école Jōdo shinshū), Éric Vinson (journaliste de formation, ancien rédacteur en chef du magazine Prier, enseignant sur le fait religieux à Sciences Po et à l'Institut catholique de Paris).
Parmi ses collaborateurs réguliers : Raphaël Liogier (docteur en sciences sociales, maître de conférences des universités, responsable scientifique de l'Observatoire des religions à l'IEP, université Aix-Marseille-III), Lionel Obadia (docteur en sciences sociales, professeur en anthropologie sociale et culturelle et directeur du Centre de recherches et d'études anthropologiques (CREA) à l’université Lyon-II), Stéphane Arguillère (agrégé de philosophie, docteur HDR en histoire des religions et anthropologie religieuse, maître de conférences à l'INALCO).

## Vocation
La vocation de l'IEB est de « rendre accessible et compréhensible la réalité du bouddhisme en Asie, depuis ses origines jusqu’à nos jours, ainsi que sa diffusion en Occident », par la présentation historique et critique des enseignements bouddhiques et des différentes écoles qui les ont transmis, en Asie et en Occident. L'Institut propose plusieurs cycles de formation en études bouddhiques (il ne s'agit pas d'un centre de pratique bouddhique). 

### Intervenants
Outre ses collaborateurs réguliers (voir ci-dessus), l'IEB fait appel à de nombreux spécialistes reconnus tels que : Marc Ballanfat (agrégé de philosophie, directeur de programme au Collège international de philosophie, spécialiste de l'Inde),  Jean-Pierre Berthon (ethnologue, chercheur au CNRS, chargé de cours à l'INALCO), Michel Bitbol (directeur de recherches CNRS au Centre de recherche en épistémologie appliquée de l'École polytechnique, chargé de cours à l'université Paris I), Katia Buffetrille (chercheur-ethnologue à l'École pratique des hautes études), Patrick Carré (auteur et traducteur, ex-directeur de la collection « Trésors du bouddhisme » aux éditions Fayard), Alain Forest (historien, docteur d'État es lettres et science humaines, ingénieur au CNRS et directeur de recherche à l'université Paris VII), Dennis Gira (docteur en études extrêmes orientales, diplômé de l'EPHE, ancien directeur-adjoint de l'Institut de science et de théologie des religions de l'Institut catholique de Paris), Michel Hulin (professeur honoraire de philosophie indienne et comparée à l'université Paris IV), Helen Loveday (docteur ès lettres de l’université d'Oxford, chargée de cours en art asiatique à l’université de Genève et conservateur à la Fondation Baur, Musée des Arts d’Extrême-Orient, à Genève).
Éric Rommeluère et Jean-Paul Ribes en ont été vice-présidents.

## Parutions
Depuis juin 2005, l'IEB publie une revue scientifique intitulée Les Cahiers bouddhiques. Son Comité scientifique est composé de Stéphane Arguillère, Françoise Bonardel, Philippe Cornu, Raphaël Liogier et Lionel Obadia.